# Bubo capensis
Il gufo reale del Capo (Bubo capensis A.Smith, 1834) è un uccello rapace notturno della famiglia degli Strigidi, diffuso in Africa orientale e meridionale.

## Descrizione
È un rapace di taglia medio-grande, lungo 48–58 cm, con un peso di 900–1800 g e un'apertura alare di 120–125 cm.

## Biologia
Le sue prede sono sia mammiferi di piccola-media taglia, come lepri, iraci, ratti e pipistrelli, che uccelli, in particolare piccioni.

## Distribuzione e habitat
La specie è diffusa in Etiopia, Eritrea, Kenya, Tanzania, Malawi, Zimbabwe, Mozambico, Lesotho, Namibia e Sudafrica.

## Tassonomia
Sono note tre sottospecie:
- Bubo capensis capensis A.Smith, 1834	- sottospecie nominale, diffusa in Sudafrica e Namibia
- Bubo capensis dillonii Des Murs & Prévost, 1846 - diffusa in Etiopia e Eritrea
- Bubo capensis mackinderi Sharpe, 1899 - diffusa dal Kenya al Mozambico